# Nikolaï Dorochevitch
Nikolaï Nikolaïevitch Dorochevitch, né en 1879 et mort en 1918 (en russe : Николай Николаевич Дорошевич), est un colonel du régiment des Grenadiers de la Garde qui participa à la Première Guerre mondiale et à la guerre civile russe.

## Biographie
Dorochevitch poursuit ses études secondaires au corps des cadets d'Oriol, puis à l'école militaire Alexandre de Moscou. Il est le dernier commandant du régiment des grenadiers de la garde du 18 septembre 1917 jusqu'à sa dissolution le 4 décembre 1917. Il rejoint l'armée des volontaires dès décembre 1917 et apporte avec lui le drapeau régimentaire des grenadiers et un petit groupe de camarades de régiment. En février 1918, il commande la 3e compagnie d'officiers de la garde et participe à la première et seconde campagne du Kouban.
Le 17 mars il commande le 2e bataillon d'officiers du régiment du général Markov et est le remplaçant du commandant de régiment. Le 20 avril, à la suite de la blessure du général Alexandre Borovski, Dorochevitch commande temporairement le 1er régiment d'officiers du général Markov avant d'être blessé lui-même lors de combats le 21 avril.
Le 2 juin 1918 il assiste le commandant du régiment et prend, en juillet, le commandement du 3e bataillon. Il est de nouveau blessé en juillet et doit finalement quitter le service pour se soigner. De retour le 4 septembre il commande jusqu'au 23 septembre le régiment Samourski puis le 4e bataillon du régiment Markov.
Lors des combats autour d'Armavir le 2 octobre 1918, Dorochevitch est fait prisonnier et tué par les bolchéviques.